# 카운터-스트라이크 온라인 2
《카운터-스트라이크 온라인 2》(영어: Counter-strike Online 2)는 넥슨 코리아가 밸브 코퍼레이션과 제휴를 맺고 제작했던 소스 엔진 기반의 1인칭 슈팅 게임이다.

## 연혁

### 대한민국
- 2012년 4월 5일 : 넥슨 코리아에서 카운터-스트라이크 2의 개발을 공식 발표[2]
- 2012년 7월 15일 : 서울 청담동 MCUBE에서 120명을 초청하여 쇼케이스 진행[3]
- 2012년 8월 2일 ~ 5일 : 지원한 사람 중에 3,000명을 뽑아 1차 클로즈 베타 테스트진행[4]
- 2012년 11월 8일 ~ 11일 : 부산 벡스코에서 열린 G-Star 2012 참가[5]
- 2012년 11월 16일 ~ 18일 : 지원한 사람 중에 22,222명을 뽑아 2차 클로즈 베타 테스트 진행[6]
- 2013년 3월 23일 : 일부 PC방에서 1차 FGT 테스트 진행[7]
- 2013년 5월 25일 : 일부 PC방에서 2차 FGT 테스트 진행
- 2013년 7월 13일 ~ 14일 : 일부 PC방에서 프리미엄 PC방 FINAL TEST 진행[8]
- 2013년 8월 7일 : 일일 신규 가입자수에 제한을 둔 카운트 다운 베타 서비스 진행[9]
- 2013년 11월 28일 : 빅오픈이란 타이틀로 오픈 서비스 시작
- 2018년 2월 22일 : 서비스 종료 공지 발표
- 2018년 4월 26일 : 서비스 종료

### 중화인민공화국
- 2013년 6월 : 세기천성에서 넥슨 코리아와 서비스 체결
- 2013년 9월 30일 ~ 2018년 5월 8일 : 클로즈 베타테스트 진행하여 2015년 4월부터 정식 서비스가 시작되었으나 2018년 5월 8일에 서비스 종료.

### 중화민국, 홍콩
- 2013년 7월 : 감마니아에서 넥슨 코리아와 서비스 체결

## 같이 보기
- 카운터-스트라이크: 온라인
- 카운터-스트라이크: 소스
- 카운터-스트라이크: 글로벌 오펜시브
- 소스 (게임 엔진)